# Salisbury (Maryland)
Salisbury /ˈsɔːlzbəri/ è un comune (city) degli Stati Uniti d'America e capoluogo della contea di Wicomico nello Stato del Maryland. La popolazione era di 30,343 persone al censimento del 2010. Salisbury è la principale città dell'area metropolitana di Salisbury. La città è il centro economico della penisola Delmarva ed è nota come "The Comfortable Side of Coastal".
Salisbury si trova vicino a grandi città: Baltimora 106 miglia (171 km); Washington, D.C. 119 miglia (192 km), Filadelfia, Pennsylvania, 128 miglia (206 km), Norfolk, Virginia, 132 miglia (212 km), e Wilmington, Delaware, 96 miglia (154 km).

## Geografia fisica
Salisbury è situata a 38°21′57″N 75°35′36″W (38.365806, -75.593361).
Secondo lo United States Census Bureau, ha un'area totale di 13,87 mi² (35,92 km²).

## Società

### Evoluzione demografica
Secondo il censimento del 2010, c'erano 30,343 persone.

### Etnie e minoranze straniere
Secondo il censimento del 2010, la composizione etnica della città era formata dal 55,7% di bianchi, il 34,4% di afroamericani, lo 0,3% di nativi americani, il 3,2% di asiatici, lo 0,1% di oceanici, il 3,1% di altre etnie, e il 3,2% di due o più etnie. Ispanici o latinos erano il 7,0% della popolazione.